# Ewa Falkowska
Ewa Falkowska – polska geolożka, specjalistka w zakresie petrografii, dziekan Wydziału Geologii Uniwersytetu Warszawskiego.

## Życiorys
Ewa Falkowska od 1985 do 1990 studiowała geologię na Uniwersytecie Warszawskim. W 1999 doktoryzowała się tamże. W 2010 habilitowała się w dziedzinie nauk o Ziemi, dyscyplina geologia, specjalność geologia inżynierska, ochrona środowiska, przedstawiając monografię Geomorfologiczne uwarunkowania występowania naturalnych geologicznych barier izolacyjnych na wybranych obszarach Polski Środkowej.
Zawodowo związana z Katedrą Ochrony Środowiska i Zasobów Naturalnych macierzystego Wydziału. Dziekan WG UW w kadencji 2020–2024 oraz 2024-2028.

## Odznaczenia
- Odznaka Honorowa za Zasługi dla Ochrony Środowiska i Klimatu – 2025[5]